# Världsreligionsdagen
Världsreligionsdagen markeras varje år den 3:e söndagen i januari. Dagen blev instiftad år 1949 av det amerikanska bahá'í-samfundets nationella andliga råd. 
På världsreligionsdagen anordnar lokala bahá'í-samfund och -grupper över hela världen paneldebatter, man läser från de olika religionernas heliga skrifter och det framsäges böner från bland annat buddhismen, hinduismen, islam, judendomen, konfucianismen, kristendomen, daoismen och bahá'í.
Temat för världsreligionsdagen är att alla religionerna har en gemensam grund, att religion måste skapa enighet mellan människor och att religion måste överensstämma med vetenskap, forskning och förnuft. 